# Ciljevi održivog razvoja
Ciljevi održivog razvoja (COR) je skup ciljeva koji se odnose na budući međunarodni razvoj. Kreirala ih je organizacija Ujedinjenih naroda i promovirala pod imenom Globalni ciljevi za održivi razvoj. Zamijenili su Milenijske razvojne ciljeve koji istječu krajem 2015 godine.Trajat će od 2015. do 2030. godine. Sačinjava ih 17 globalnih ciljeva i 169 pridruženih podciljeva.

## Ciljevi
U kolovozu 2015. godine, 193 zemalja se usuglasilo oko 17 sljedećih ciljeva:
1. Ne siromaštvu
2. Ne gladi
3. Dobro zdravstvo
4. Kvalitetno obrazovanje
5. Jednakost spolova
6. Čista voda i kanalizacija
7. Obnovljiva i pristupačna energija
8. Dobra radna mjesta i dobra gospodarstva
9. Inovacije i dobra infrastruktura
10. Poništiti nejednakosti
11. Održivi gradovi i zajednice
12. Odgovorno upotrebljavati resurse Osigurati održivu potrošnju i načine proizvodnje.
13. Zaštiti podneblje
14. Održivi oceani
15. Održivo iskorištavati zemlju
16. Mir i pravednost
17. Partnerstvo za održivi razvoj